# Division 1 i ishockey 2003/2004
Division 1 i ishockey 2003/2004 var säsongens tredje högsta ishockeyserie i Sverige. Divisionen bestod av 62 lag uppdelade i sex serier i fyra regioner. Regionerna Norra och Västra hade två serier vardera med 8–10 lag i varje, där de bästa lagen gick vidare till Allettan. Region Södra och Östra hade en serie vardera med 12 lag i varje och de bästa lagen gick vidare till Förkval. Till nästa säsong minskas serien till 48 lag i fyra serier vilket betyder att många lag får svårt att kvalificera sig till nästa säsong.

## Deltagande lag
Inför säsongen hade antalet serier i Division 1 minskats från sju till sex och antalet lag från 68 till 62. I den Östra regionen hade två serier med åtta lag vardera blivit till en serie med tolv lag. Från Allsvenskan hade Team Kiruna och Tranås AIF flyttats ner. Från Division II flyttades följande lag upp: Brooklyn Tigers (Luleå), Falun, Forshaga, Haninge, Köping, Malmberget, Olofström, Sollentuna och Överkalix. Dessutom hade Östersunds IK bytt namn till Jämtlands Hockey. Örnsköldsviks SK som fallit ur Allsvenskan förra säsongen, drog sig ur serien och la ner sitt A-lag.
| Division 1 Norra A                                                                                                   |
| --- |
| Asplöven HC Brooklyn Tigers HC ▲ Clemensnäs HK Malmbergets AIF ▲ Team Kiruna IF ▼ Vännäs HC Älvsby IF Överkalix IF ▲ |

| Division 1 Norra B |
| --- |
| AIK Hockey Härnösand Brunflo IK Bräcke IK Husum HK Jämtland Hockey Kovlands IF Kramfors-Alliansen LN 91 Sollefteå HK Svedjeholmens IF |

| Division 1 Västra A |
| --- |
| Borlänge HF Falu IF ▲ Hedemora SK Hille/Åbyggeby IK Hudiksvalls HC Skutskärs SK Smedjebacken HC Surahammars IF Valbo AIF Västerås HC |

| Division 1 Västra B                                                                                              |
| --- |
| Arvika HC Forshaga IF ▲ Grums IK IFK Hallsberg IFK Kumla IK IK Viking Karlskoga HC Köping HC ▲ Skåre BK Sunne IK |

| Division 1 Östra |
| --- |
| Arlanda HC Botkyrka HC Haninge HF ▲ Järfälla HC Linden Hockey Skå IK Sollentuna HC ▲ Team Uppsala Tierps HK Trångsunds IF Värmdö HC Väsby IK Hockey |

| Division 1 Södra |
| --- |
| Borås HC IK Hästen IK Pantern Jonstorps IF Mariestad BoIS HC Olofströms IK ▲ Osby IK Skövde IK Tingsryds AIF Tranås AIF Hockey ▼ Tvåstad Cobras Tyringe SoSS |

## Grundserier

### Division 1 Norra A
Serien splades med åtta lag i 14 omgångar. De fyra främsta lagen – Kiruna, Asplöven (Haparanda), Älvsbyn och Clemensnäs (Skellefteå) – gick vidare till Allettan Norra. Övriga lag gick vidare till vårserien.
| Nr | Lag                | S  | V  | O | F  | GM | IM | MS  | P  |
| -- | ------------------ | -- | -- | - | -- | -- | -- | --- | -- |
| 1  | Team Kiruna IF     | 14 | 10 | 2 | 2  | 58 | 33 | +25 | 22 |
| 2  | Asplöven HC        | 14 | 10 | 2 | 2  | 65 | 41 | +24 | 22 |
| 3  | Älvsby IF          | 14 | 7  | 3 | 4  | 47 | 42 | +5  | 17 |
| 4  | Clemensnäs HK      | 14 | 7  | 1 | 6  | 63 | 47 | +16 | 15 |
| 5  | Vännäs HC          | 14 | 6  | 3 | 5  | 56 | 42 | +14 | 15 |
| 6  | Brooklyn Tigers HC | 14 | 6  | 1 | 7  | 51 | 44 | +7  | 13 |
| 7  | Malmbergets AIF    | 14 | 2  | 1 | 11 | 36 | 88 | −52 | 5  |
| 8  | Överkalix IF       | 14 | 1  | 1 | 12 | 28 | 67 | −39 | 3  |

### Division 1 Norra B
Serien spelades med 10 lag i 18 omgångar. De fyra främsta lagen – Jämtlands HF (tidigare Östersunds IK), Brunflo, Husum och Kovland – kvalificerade sig för Allettan Norra. Övriga lag gick vidare till vårserien.
| Nr | Lag                  | S  | V  | O | F  | GM  | IM  | MS  | P  |
| -- | -------------------- | -- | -- | - | -- | --- | --- | --- | -- |
| 1  | Jämtland HF          | 18 | 15 | 2 | 1  | 112 | 46  | +66 | 32 |
| 2  | Brunflo IK           | 18 | 11 | 3 | 4  | 75  | 55  | +20 | 25 |
| 3  | Husum HK             | 18 | 8  | 7 | 3  | 82  | 64  | +18 | 23 |
| 4  | Kovlands IF          | 18 | 8  | 3 | 7  | 66  | 50  | +16 | 19 |
| 5  | Kramfors-Alliansen   | 18 | 8  | 3 | 7  | 62  | 66  | −4  | 19 |
| 6  | LN 91                | 18 | 7  | 3 | 8  | 73  | 54  | +19 | 17 |
| 7  | Bräcke IK            | 18 | 8  | 1 | 9  | 61  | 75  | −14 | 17 |
| 8  | AIK Hockey Härnösand | 18 | 7  | 2 | 9  | 61  | 74  | −13 | 16 |
| 9  | Sollefteå HK         | 18 | 4  | 2 | 12 | 54  | 82  | −28 | 10 |
| 10 | Svedjeholmens IF     | 18 | 1  | 0 | 17 | 52  | 132 | −80 | 2  |

### Division 1 Västra A
Serien spelades med 10 lag i 18 omgångar. De fyra främsta lagen – Borlänge, Hille/Åbyggeby (Gävle), Valbo och Surahammar – kvalificerade sig för Allettan Västra. Övriga lag gick vidare till vårserien.
| Nr | Lag               | S  | V  | O | F  | GM | IM  | MS  | P  |
| -- | ----------------- | -- | -- | - | -- | -- | --- | --- | -- |
| 1  | Borlänge HF       | 18 | 15 | 1 | 2  | 84 | 46  | +38 | 31 |
| 2  | Hille/Åbyggeby IK | 18 | 13 | 0 | 5  | 94 | 47  | +47 | 26 |
| 3  | Valbo AIF         | 18 | 10 | 2 | 6  | 75 | 46  | +29 | 22 |
| 4  | Surahammars IF    | 18 | 10 | 2 | 6  | 69 | 55  | +14 | 22 |
| 5  | Falu IF           | 18 | 10 | 2 | 6  | 66 | 68  | −2  | 22 |
| 6  | Skutskärs SK      | 18 | 8  | 4 | 6  | 72 | 63  | +9  | 20 |
| 7  | Hudiksvalls HC    | 18 | 9  | 1 | 8  | 71 | 64  | +7  | 19 |
| 8  | Hedemora SK       | 18 | 2  | 4 | 12 | 62 | 91  | −29 | 8  |
| 9  | Smedjebacken HC   | 18 | 2  | 2 | 14 | 48 | 110 | −62 | 6  |
| 10 | Västerås HC       | 18 | 1  | 2 | 15 | 51 | 102 | −51 | 4  |

### Division 1 Västra B
Serien spelades med 10 lag i 18 omgångar. De fyra främsta lagen – Sunne, Kumla, Skåre (Karlstad) och Grums – kvalificerade sig för Allettan Västra. Övriga lag gick vidare till vårserien.
| Nr | Lag           | S  | V  | O | F  | GM  | IM  | MS  | P  |
| -- | ------------- | -- | -- | - | -- | --- | --- | --- | -- |
| 1  | Sunne IK      | 18 | 15 | 1 | 2  | 117 | 39  | +78 | 31 |
| 2  | IFK Kumla IK  | 18 | 13 | 1 | 4  | 84  | 44  | +40 | 27 |
| 3  | Skåre BK      | 18 | 11 | 1 | 6  | 78  | 65  | +13 | 23 |
| 4  | Grums IK      | 18 | 9  | 3 | 6  | 75  | 82  | −7  | 21 |
| 5  | Forshaga IF   | 18 | 8  | 1 | 9  | 80  | 77  | +3  | 17 |
| 6  | IFK Hallsberg | 18 | 7  | 2 | 9  | 62  | 64  | −2  | 16 |
| 7  | Köping HC     | 18 | 6  | 3 | 9  | 67  | 78  | −11 | 15 |
| 8  | IK Viking     | 18 | 6  | 1 | 11 | 50  | 72  | −22 | 13 |
| 9  | Arvika HC     | 18 | 4  | 2 | 12 | 56  | 105 | −49 | 10 |
| 10 | Karlskoga HC  | 18 | 2  | 3 | 13 | 45  | 88  | −43 | 7  |

### Division 1 Östra
Serien spelades med 12 lag i 33 omgångar. Det vinnande laget – Team Uppsala – fick en plats i Kvalet till Allsvenskan. De följande fyra lagen (Botkyrka, Väsby, Järfälla och Trångsund (Huddinge) kvalificerade sig för Förkval. I botten flyttades Skå IK (Färingsö) ner till Division II. Sollentuna och Tierp gick vidare till Kval till Division 1.
| Nr | Lag             | S  | V  | O | F  | GM  | IM  | MS  | P  |
| -- | --------------- | -- | -- | - | -- | --- | --- | --- | -- |
| 1  | Team Uppsala    | 33 | 26 | 2 | 5  | 148 | 73  | +75 | 54 |
| 2  | Botkyrka HC     | 33 | 19 | 5 | 9  | 129 | 92  | +37 | 43 |
| 3  | Väsby IK Hockey | 33 | 18 | 2 | 13 | 120 | 107 | +13 | 38 |
| 4  | Järfälla HC     | 33 | 16 | 4 | 13 | 104 | 103 | +1  | 36 |
| 5  | Trångsunds IF   | 33 | 16 | 3 | 14 | 110 | 92  | +18 | 35 |
| 6  | Arlanda HC      | 33 | 17 | 0 | 16 | 137 | 142 | −5  | 34 |
| 7  | Värmdö HC       | 33 | 13 | 5 | 15 | 96  | 109 | −13 | 31 |
| 8  | Linden Hockey   | 33 | 13 | 3 | 17 | 116 | 120 | −4  | 29 |
| 9  | Haninge HF      | 33 | 11 | 7 | 15 | 105 | 115 | −10 | 29 |
| 10 | Sollentuna HC   | 33 | 11 | 3 | 19 | 94  | 134 | −40 | 25 |
| 11 | Tierps HK       | 33 | 10 | 3 | 20 | 89  | 108 | −19 | 23 |
| 12 | Skå IK          | 33 | 7  | 5 | 21 | 86  | 139 | −53 | 19 |

### Division 1 Södra
Serien spelades med 12 lag i 32 omgångar. De åtta främsta lagen gick vidare till Förkval. IK Hästen (Norrköping), Jonstorp, Osby och Tvåstad Cobras (Trollhättan/Vänersborg) gick vidare till kval till Division 1.
| Nr | Lag               | S  | V  | O | F  | GM  | IM  | MS   | P  |
| -- | ----------------- | -- | -- | - | -- | --- | --- | ---- | -- |
| 1  | Tingsryds AIF     | 32 | 21 | 6 | 5  | 149 | 83  | +66  | 48 |
| 2  | Skövde IK         | 32 | 22 | 3 | 7  | 137 | 73  | +64  | 47 |
| 3  | Borås HC          | 32 | 21 | 4 | 7  | 130 | 88  | +42  | 46 |
| 4  | IK Pantern        | 32 | 16 | 7 | 9  | 100 | 85  | +15  | 39 |
| 5  | Mariestad BoIS HC | 32 | 16 | 6 | 10 | 122 | 95  | +27  | 38 |
| 6  | Tranås AIF Hockey | 32 | 15 | 5 | 12 | 120 | 106 | +14  | 35 |
| 7  | Tyringe SoSS      | 32 | 10 | 7 | 15 | 115 | 117 | −2   | 27 |
| 8  | Olofströms IK     | 32 | 10 | 7 | 15 | 81  | 99  | −18  | 27 |
| 9  | IK Hästen         | 32 | 10 | 6 | 16 | 102 | 113 | −11  | 26 |
| 10 | Jonstorps IF      | 32 | 8  | 7 | 17 | 99  | 123 | −24  | 23 |
| 11 | Osby IK           | 32 | 7  | 5 | 20 | 98  | 141 | −43  | 19 |
| 12 | Tvåstad Cobras    | 32 | 3  | 3 | 26 | 58  | 188 | −130 | 9  |

## Allettan

### Allettan Norra
Kvalificerade var de fyra bästa lagen från respektive Division 1 Norra A och B. De åtta lagen spelade en serie om 14 omgångar och segraren Asplöven kvalificerade sig för Kval till Allsvenskan. De följande fyra lagen – Jämtland Hockey, Kovland, Brunflo och Husum – kvalificerade sig för Playoff. Övriga lag var färdigspelade för säsongen och kvalificerade för Division 1 nästa säsong.
| Nr | Lag             | S  | V  | O | F  | GM | IM | MS  | P  |
| -- | --------------- | -- | -- | - | -- | -- | -- | --- | -- |
| 1  | Asplöven HC     | 14 | 10 | 2 | 2  | 63 | 31 | +32 | 22 |
| 2  | Jämtland Hockey | 14 | 9  | 2 | 3  | 58 | 35 | +23 | 20 |
| 3  | Kovlands IF     | 14 | 7  | 3 | 4  | 59 | 50 | +9  | 17 |
| 4  | Brunflo IK      | 14 | 7  | 2 | 5  | 55 | 42 | +13 | 16 |
| 5  | Husum HK        | 14 | 5  | 4 | 5  | 46 | 47 | −1  | 14 |
| 6  | Team Kiruna IF  | 14 | 5  | 3 | 6  | 45 | 54 | −9  | 13 |
| 7  | Clemensnäs HK   | 14 | 2  | 2 | 10 | 34 | 62 | −28 | 6  |
| 8  | Älvsby IF       | 14 | 1  | 2 | 11 | 31 | 70 | −39 | 4  |

### Allettan Västra
Kvalificerade var de fyra bästa lagen från respektive Division 1 Västra A och B. De åtta lagen spelade en serie om 14 omgångar och de fyra främsta lagen – Skåre, Kumla, Borlänge och Sunne – kvalificerade sig för Förkval. Övriga lag var färdigspelade för säsongen och kvalificerade för Division 1 nästa säsong.
| Nr | Lag               | S  | V  | O | F  | GM | IM | MS  | P  |
| -- | ----------------- | -- | -- | - | -- | -- | -- | --- | -- |
| 1  | Skåre BK          | 14 | 10 | 1 | 3  | 62 | 44 | +18 | 21 |
| 2  | IFK Kumla IK      | 14 | 8  | 4 | 2  | 58 | 33 | +25 | 20 |
| 3  | Borlänge HF       | 14 | 8  | 3 | 3  | 69 | 49 | +20 | 19 |
| 4  | Sunne IK          | 14 | 8  | 0 | 6  | 61 | 48 | +13 | 16 |
| 5  | Valbo AIF         | 14 | 7  | 2 | 5  | 49 | 41 | +8  | 16 |
| 6  | Surahammars IF    | 14 | 4  | 2 | 8  | 48 | 61 | −13 | 10 |
| 7  | Hille/Åbyggeby IK | 14 | 4  | 0 | 10 | 51 | 69 | −18 | 8  |
| 8  | Grums IK          | 14 | 1  | 0 | 13 | 31 | 84 | −53 | 2  |

## Vårserier

### Division 1 Norra A vår
Serien består av lag 5–8 från Division Norra A, vinnarna från respektive Division II Norra A och B Storfors AIK och Medle SK. Medle avstod dock sin plats och så gjorde även tvåan SK Lejon. Istället gick platsen till Bolidens FFI. Seriens vinnare, Vännäs, kvalificerade sig för Division 1 nästa säsong. Storfors, Brooklyn Tigers (Luleå) och Överkalix gick vidare till  kval till division 1. Malmberget och Boliden fick spela i Division II nästa säsong.
| Nr | Lag                | S  | V | O | F | GM | IM | MS  | P  |
| -- | ------------------ | -- | - | - | - | -- | -- | --- | -- |
| 1  | Vännäs HC          | 10 | 9 | 0 | 1 | 56 | 23 | +33 | 18 |
| 2  | Storfors AIK       | 10 | 7 | 1 | 2 | 49 | 34 | +15 | 15 |
| 3  | Brooklyn Tigers HC | 10 | 5 | 2 | 3 | 57 | 40 | +17 | 12 |
| 4  | Överkalix IF       | 10 | 5 | 0 | 5 | 44 | 53 | −9  | 10 |
| 5  | Malmbergets AIF    | 10 | 1 | 1 | 8 | 31 | 65 | −34 | 3  |
| 6  | Bolidens FFI       | 10 | 0 | 2 | 8 | 27 | 49 | −22 | 2  |

### Division 1 Norra B vår
Serien består av lag 5–10 från Division ett Norra B samt vinnarna av Division II Norra C och D Järveds HC och IFK Strömsund. Serievinnaren, LN 91 (Nordmaling) kvalificerade sig för Division 1 nästa säsong. Härnösand, Bräcke och Sollefteå gick vidare till kval till division 1. Övriga lag spelade i Division 2 följande säsong.
| Nr | Lag                  | S  | V  | O | F  | GM | IM  | MS  | P  |
| -- | -------------------- | -- | -- | - | -- | -- | --- | --- | -- |
| 1  | LN 91                | 14 | 11 | 1 | 2  | 63 | 21  | +42 | 23 |
| 2  | AIK Hockey Härnösand | 14 | 10 | 1 | 3  | 76 | 36  | +40 | 21 |
| 3  | Bräcke IK            | 14 | 9  | 2 | 3  | 85 | 43  | +42 | 20 |
| 4  | Sollefteå HK         | 14 | 7  | 0 | 7  | 51 | 51  | 0   | 14 |
| 5  | Kramfors-Alliansen   | 14 | 5  | 3 | 6  | 40 | 45  | −5  | 13 |
| 6  | IFK Strömsund        | 14 | 3  | 4 | 7  | 49 | 69  | −20 | 10 |
| 7  | Svedjeholmens IF     | 14 | 3  | 2 | 9  | 38 | 60  | −22 | 8  |
| 8  | Järveds IF           | 14 | 1  | 1 | 12 | 29 | 106 | −77 | 3  |

### Division 1 Västra A vår
Serien bestod av lag 5–10 från Division 1 Västra A och spelades i 15 omgångar. Med sig i seriens början hade lagen bonuspoäng från grundserien: Falun 5p, Skutskär 4p, Hudiksvall 3p, Hedemora 2p och Smedjebacken 1p. De två främsta lagen – Skutskär och Falun kvalificerade sig för kval till Division 1. Trean, Hudiksvall, kvalificerade sig till Playoff till Division 1. De tre sista lagen – Hedemora, Smedjebacken och Västerås – spelade i Division 2 nästa säsong.
| Nr | Lag             | S  | V  | O | F  | GM | IM | MS  | P  |
| -- | --------------- | -- | -- | - | -- | -- | -- | --- | -- |
| 1  | Skutskärs SK    | 15 | 12 | 0 | 3  | 74 | 46 | +28 | 28 |
| 2  | Falu IF         | 15 | 10 | 1 | 4  | 76 | 38 | +38 | 26 |
| 3  | Hudiksvalls HC  | 15 | 11 | 0 | 4  | 73 | 50 | +23 | 25 |
| 4  | Hedemora SK     | 15 | 4  | 1 | 10 | 54 | 76 | −22 | 11 |
| 5  | Smedjebacken HC | 15 | 4  | 0 | 11 | 52 | 74 | −22 | 9  |
| 6  | Västerås HC     | 15 | 2  | 2 | 11 | 37 | 82 | −45 | 6  |

### Division 1 Västra B vår
Serien bestod av lag 5–10 från Division 1 Västra B och spelades i 12 omgångar. Köping HC  avstod spel p.g.a. ekonomiska problem. Seriens två främsta lag – Forshaga och Hallsberg – gick vidare till kval till Division 1. Trean, Karlskoga, gick vidare till Playoff till Division 1. De två sista lagen, Viking och Arvika, spelade i Division 2 följande säsong.
| Nr | Lag           | S  | V | O | F  | GM | IM | MS  | P  |
| -- | ------------- | -- | - | - | -- | -- | -- | --- | -- |
| 1  | Forshaga IF   | 12 | 8 | 2 | 2  | 47 | 21 | +26 | 23 |
| 2  | IFK Hallsberg | 12 | 6 | 4 | 2  | 39 | 20 | +19 | 20 |
| 3  | Karlskoga HC  | 12 | 7 | 2 | 3  | 48 | 44 | +4  | 17 |
| 4  | IK Viking     | 12 | 4 | 1 | 7  | 38 | 54 | −16 | 12 |
| 5  | Arvika HC     | 12 | 0 | 1 | 11 | 29 | 61 | −32 | 3  |

## Playoff till Kvalserien till Allsvenskan

### Playoff Norra
|  | Omgång 1     | Omgång 1     | Omgång 1 |            |   | Omgång 2 | Omgång 2 | Omgång 2 |
|  |              |              |          |            |   |          |          |          |
|  | 0            |              |          |            |   |          |          |          |
|  |              |              |          |            |   |          |          |          |
|  | Brunflo IK   | 5            | 4        |            |   |          |          |          |
|  | Brunflo IK   | 5            | 4        | 0          |   |          |          |          |
|  | Kovlands IF  | 3            | 5        |            |   |          |          |          |
|  | Kovlands IF  | 3            | 5        | Brunflo IK | 3 | 2        |          |          |
|  | 0            |              |          | Brunflo IK | 3 | 2        |          |          |
|  |              | Jämtlands HF | 3        | 1          |   |          |          |          |
|  | Jämtlands HF | Jämtlands HF | 3        | 1          | 5 | 4        |          |          |
|  | Jämtlands HF |              |          |            | 5 | 4        |          |          |
|  | Husum HK     | 2            | 0        |            |   |          |          |          |
|  | Husum HK     | 2            | 0        |            |   |          |          |          |

Brunflo kvalificerade sig för Kval till Allsvenskan.

### Förkval Västra
De fyra främsta lagen från Allettan Västra var kvalificerade för serien som spelades i sex omgångar. Vid seriens start hade lagen med sig bonuspoäng från Allettan: Skåre 3p, Kumla 2p och Borlänge 1p. De två främsta lagen – Kumla och Skåre – gick vidare till Kval till Allsvenskan. Sunne och Borlänge var kvalificerade för Division 1 nästföljande säsong.
| Nr | Lag          | S | V | O | F | GM | IM | MS | P  |
| -- | ------------ | - | - | - | - | -- | -- | -- | -- |
| 1  | IFK Kumla IK | 6 | 4 | 1 | 1 | 18 | 10 | +8 | 11 |
| 2  | Skåre BK     | 6 | 1 | 3 | 2 | 15 | 21 | −6 | 8  |
| 3  | Sunne IK     | 6 | 3 | 1 | 2 | 18 | 12 | +6 | 7  |
| 4  | Borlänge HF  | 6 | 0 | 3 | 3 | 15 | 23 | −8 | 4  |

### Förkval Östra
Förkvalet bestod av lag 2–5 från Division 1 Östra och spelades i sex omgångar. Vinnaren, Botkyrka HC gick vidare till Kval till Allsvenskan. Övriga lag hade kvalificerat sig för Division 1 nästa säsong.
| Nr | Lag         | S | V | O | F | GM | IM | MS  | P  |
| -- | ----------- | - | - | - | - | -- | -- | --- | -- |
| 1  | Botkyrka HC | 6 | 5 | 1 | 0 | 25 | 12 | +13 | 11 |
| 2  | Väsby IK HK | 6 | 3 | 0 | 3 | 25 | 17 | +8  | 6  |
| 3  | Trångsund   | 6 | 1 | 2 | 3 | 16 | 24 | −8  | 4  |
| 4  | Järfälla HC | 6 | 1 | 1 | 4 | 20 | 33 | −13 | 3  |

### Förkval Södra
De åtta främsta lagen från Division 1 Södra var kvalificerade för förkvalet. De delades in i två serier med fyra lag i varje. Vinnarna Borås och Skövde hade kvalificerat sig för Kval till Allsvenskan. Övriga lag hade kvalificerat sig för Division 1 nästkommande säsong.
Grupp A
| Nr | Lag               | S | V | O | F | GM | IM | MS  | P  |
| -- | ----------------- | - | - | - | - | -- | -- | --- | -- |
| 1  | Borås HC          | 6 | 5 | 0 | 1 | 27 | 11 | +16 | 10 |
| 2  | Tingsryds AIF     | 6 | 4 | 0 | 2 | 29 | 20 | +9  | 8  |
| 3  | Tyringe SoSS      | 6 | 3 | 0 | 3 | 24 | 34 | −10 | 6  |
| 4  | Tranås AIF Hockey | 6 | 0 | 0 | 6 | 16 | 31 | −15 | 0  |

Grupp B
| Nr | Lag               | S | V | O | F | GM | IM | MS  | P |
| -- | ----------------- | - | - | - | - | -- | -- | --- | - |
| 1  | Skövde IK         | 6 | 4 | 1 | 1 | 19 | 11 | +8  | 9 |
| 2  | Mariestad BoIS HC | 6 | 3 | 1 | 2 | 19 | 16 | +3  | 7 |
| 3  | IK Pantern        | 6 | 3 | 1 | 2 | 16 | 14 | +2  | 7 |
| 4  | Olofströms IK     | 6 | 0 | 1 | 5 | 6  | 19 | −13 | 1 |

## Kval till Allsvenskan
Kvalserien till Allsvenskan norra 2004/2005
Kvalificerade lag är Tegs SK och IF Vallentuna BK från Allsvenskans norra vårserie; Asplöven HC som vunnit Allettan Norra; Brunflo IK vinnare av Playoff Norra; Team Uppsala som vunnit Division 1 Östra samt Botkyrka HC som vunnit Förkval Östra. Vallentuna  avböjde spel i kvalserien p.g.a. att klubben ansåg det för dyrt och flyttades ner till Division 1. Kvalseriens lag 1 och 2 – Uppsala och Teg – är kvalificerade för Allsvenskan nästa säsong. Övriga lag fick spela i Division 1 nästa säsong.
| Nr | Lag             | S | V | ÖV | ÖF | F | GM | IM | MS  | P  |
| -- | --------------- | - | - | -- | -- | - | -- | -- | --- | -- |
| 1  | Team Uppsala HC | 8 | 7 | 1  | 0  | 0 | 32 | 18 | +14 | 23 |
| 2  | Tegs SK         | 8 | 4 | 0  | 0  | 4 | 28 | 20 | +8  | 12 |
| 3  | Asplöven HC     | 8 | 4 | 0  | 0  | 4 | 22 | 24 | −2  | 12 |
| 4  | Brunflo IK      | 8 | 2 | 0  | 1  | 5 | 19 | 29 | −10 | 7  |
| 5  | Botkyrka HC     | 8 | 2 | 0  | 0  | 6 | 18 | 28 | −10 | 6  |

Tabelldata kommer från Svenska Ishockeyförbundet.
Kvalserien till Allsvenskan södra 2004/2005
Kvalificerade lag är IF Troja-Ljungby och HC Örebro 90 från Allsvenskans södra vårserie; Kumla och Skåre som var de två bästa lagen i Förkval Västra samt Borås och Skövde som vunnit varsin serie i Förkval Södra. De två främsta lagen i kvalserien – Troja och Skövde – är kvalificerade för Allsvenskan nästa säsong. Övriga lag fick spela i Division 1 nästa säsong.
| Nr | Lag              | S  | V | ÖV | ÖF | F | GM | IM | MS  | P  |
| -- | ---------------- | -- | - | -- | -- | - | -- | -- | --- | -- |
| 1  | IF Troja/Ljungby | 10 | 6 | 2  | 1  | 1 | 38 | 16 | +22 | 23 |
| 2  | Skövde IK        | 10 | 6 | 1  | 2  | 1 | 38 | 16 | +22 | 22 |
| 3  | HC Örebro 90     | 10 | 6 | 1  | 1  | 2 | 43 | 22 | +21 | 21 |
| 4  | Borås HC         | 10 | 3 | 1  | 1  | 5 | 26 | 32 | −6  | 12 |
| 5  | IFK Kumla IK     | 10 | 3 | 1  | 0  | 6 | 21 | 34 | −13 | 11 |
| 6  | Skåre BK         | 10 | 0 | 0  | 1  | 9 | 13 | 59 | −46 | 1  |

Tabelldata kommer från Svenska Ishockeyförbundet.

## Kval till Division 1
Kval Division 1 Norra
Kvalificerade för serien var Storfors, Brooklyn Tigers och Överkalix från Norra vårserie A samt Härnösand, Bräcke och Sollefteå från Norra vårserien B. Storfors och Sollefteå  avstod spel i kvalserien och fick därmed spela i Division II nästa säsong. Kvalseriens två främsta lag – Brooklyn Tigers och Bräcke – kvalificerade sig för Division 1 nästa säsong. Övriga lag fick spela i Division 2 nästa säsong.
| Nr | Lag                  | S | V | O | F | GM | IM | MS  | P |
| -- | -------------------- | - | - | - | - | -- | -- | --- | - |
| 1  | Brooklyn Tigers HC   | 6 | 4 | 1 | 1 | 18 | 6  | +12 | 9 |
| 2  | Bräcke IK            | 6 | 4 | 0 | 2 | 26 | 23 | +3  | 8 |
| 3  | AIK Hockey Härnösand | 6 | 3 | 0 | 3 | 21 | 18 | +3  | 6 |
| 4  | Överkalix IF         | 6 | 0 | 1 | 5 | 15 | 33 | −18 | 1 |

Playoff till Division 1 Västra
Hudiksvall och Karlskoga, tredjeplacerade i varsin av de två vårserierna i den västra regionen, mötte Alfta GoIF, som vunnit Alltvåan Dalarna/Gävleborg och Hammarö HC som vunnit Alltvåan Värmland/Örebro/Västmanland. Hudiksvall och Karlskoga vidare till Kval till Division 1 Västra. Alfta och Hammarö kvar i Division 2.
- Hudiksvall–Alfta 3–4, 6–4
- Karlskoga–Hammarö 3–5, 6–3

Kval Division 1 Västra
Kvalificerade lag var Skutskär och Falun från västra vårserien A och Forshaga och Hallsberg från västra vårserien B samt Hudiksvall och Karlskoga från Playoff till Division 1 Västra. De tre främsta lagen – Falun, Forshaga och Skutskär – kvalificerade sig för Division 1 nästa säsong. Övriga lag spelade i Division 2 nästkommande säsong.
| Nr | Lag            | S  | V | O | F | GM | IM | MS  | P  |
| -- | -------------- | -- | - | - | - | -- | -- | --- | -- |
| 1  | Falu IF        | 10 | 7 | 2 | 1 | 49 | 24 | +25 | 16 |
| 2  | Forshaga IF    | 10 | 7 | 2 | 1 | 46 | 25 | +21 | 16 |
| 3  | Skutskärs SK   | 10 | 4 | 2 | 4 | 30 | 31 | −1  | 10 |
| 4  | Hudiksvalls HC | 10 | 3 | 3 | 4 | 42 | 46 | −4  | 9  |
| 5  | IFK Hallsberg  | 10 | 4 | 0 | 6 | 38 | 46 | −8  | 8  |
| 6  | Karlskoga HC   | 10 | 0 | 1 | 9 | 24 | 57 | −33 | 1  |

Kval Division 1 Östra
Kvalificerade lag är Sollentuna och Tierp från Division 1 Östra; Spånga IS, Flemmingsbergs IF och Eskilstuna SK från Alltvåan Östra samt IFK Salem vinnare av Division II Östra vårserien. Mälarhöjden/Bredängs IK  hade redan kvalificerat sig för Division I genom att vinna Alltvåan Östra. De två främsta lagen i kvalserien - Sollentuna och Tierp – blev kvalificerade för Division 1 nästa säsong. Övriga lag fick spela i Division 2 nästkommande säsong.
| Nr | Lag              | S  | V | O | F | GM | IM | MS  | P  |
| -- | ---------------- | -- | - | - | - | -- | -- | --- | -- |
| 1  | Sollentuna HC    | 10 | 6 | 3 | 1 | 41 | 26 | +15 | 15 |
| 2  | Tierps HK        | 10 | 7 | 0 | 3 | 46 | 28 | +18 | 14 |
| 3  | Enköpings SK HK  | 10 | 5 | 3 | 2 | 56 | 32 | +24 | 13 |
| 4  | Flemingsbergs IK | 10 | 5 | 0 | 5 | 43 | 32 | +11 | 10 |
| 5  | Spånga IS HC     | 10 | 2 | 3 | 5 | 33 | 44 | −11 | 7  |
| 6  | IFK Salem        | 10 | 0 | 1 | 9 | 27 | 84 | −57 | 1  |

Kval Division 1 Södra
Kvalificerade var IK Hästen, Jonstorp, Osby och Tvåstad Cobras från Division 1 Södra; Mölndal, Motala, Nittorp och Ulricehamn från Division II Södra A samt Vimmerby, Kristianstad, Kallinge/Ronneby och Värnamo Division II Södra B. Tvåstad Cobras  avstod från att delta och ersattes av Gislaveds SK. Kvalet spelades i två serier från vilka de två bästa lagen i respektive serie samt trean i serie A flyttades upp till Division 1.
Grupp A
| Nr | Lag               | S  | V | O | F | GM | IM | MS  | P  |
| -- | ----------------- | -- | - | - | - | -- | -- | --- | -- |
| 1  | IF Mölndal Hockey | 10 | 8 | 2 | 0 | 47 | 24 | +23 | 18 |
| 2  | IK Hästen         | 10 | 6 | 2 | 2 | 46 | 33 | +13 | 14 |
| 3  | Motala AIF HC     | 10 | 4 | 2 | 4 | 26 | 25 | +1  | 10 |
| 4  | Nittorps IK       | 10 | 3 | 2 | 5 | 23 | 29 | −6  | 8  |
| 5  | Vimmerby IF HK    | 10 | 3 | 2 | 5 | 26 | 36 | −10 | 8  |
| 6  | Ulricehamns IF    | 10 | 1 | 0 | 9 | 25 | 46 | −21 | 2  |

Grupp B
| Nr | Lag                 | S  | V  | O | F | GM | IM | MS  | P  |
| -- | ------------------- | -- | -- | - | - | -- | -- | --- | -- |
| 1  | Jonstorps IF        | 10 | 10 | 0 | 0 | 60 | 25 | +35 | 20 |
| 2  | Osby IK             | 10 | 8  | 0 | 2 | 51 | 28 | +23 | 16 |
| 3  | Kallinge-Ronneby IF | 10 | 3  | 3 | 4 | 34 | 41 | −7  | 9  |
| 4  | Gislaveds SK        | 10 | 3  | 2 | 5 | 32 | 36 | −4  | 8  |
| 5  | Värnamo GoIK        | 10 | 1  | 2 | 7 | 28 | 60 | −32 | 4  |
| 6  | Kristianstads IK    | 10 | 1  | 1 | 8 | 36 | 50 | −14 | 3  |